# クラミツハ
クラミツハとは、日本神話に登場する神である。

神産み神話（イザナギ・イザナミが生んだ神々）

『古事記』では闇御津羽神、『日本書紀』では闇罔象神と表記する。

## 神話
日本神話では、神産みにおいて、伊邪那岐命が火之迦具土神を斬り殺した際に生まれたとしている。
『古事記』及び『日本書紀』の一書では、迦具土神を斬った御刀の柄に溜まった血が、指の間から漏れ出て、闇淤加美神（くらおかみのかみ）とともに闇御津羽神が生まれ、『日本書紀』の一書では軻遇突智命を斬って生じた三柱の神のうちの一柱が高龗神（たかおかみのかみ）であるとしている。
また、別の一書では闇山祇（くらやまつみ）を加えた三柱神が生まれている。

## 概要
「闇」は「暗」で暗がりである谷間を、「ミツハ」は「水早」で水の出始めを意味する。これは弥都波能売神の罔象（ミツハ）と同意味。
闇御津羽神は峡谷の出始めの水を司る神である。
闇龗神や高龗神同様に、龍神であるともされる。龍は水や雨を司る神として崇敬される。その為、闇罔象神は祈雨（きう）、止雨（しう）、灌漑の神、井戸の神として信仰されている。

賀久留神社（静岡県浜松市）で、闇龗神と共に祀られている。